# Calliodentalium semitracheatum
Calliodentalium semitracheatum is een Scaphopodasoort uit de familie van de Calliodentaliidae. De wetenschappelijke naam van de soort is voor het eerst geldig gepubliceerd in 1906 door Boissevain.